# 1900
Il 1900 (MCM in numeri romani) è un anno  del XIX secolo.

## Eventi
- Londra arriva a 4 300 000 abitanti
- Parigi arriva a 2 000 000 abitanti
- Dal 14 maggio al 28 ottobre a Parigi si svolge la II Olimpiade
- In Gran Bretagna il 28 febbraio viene fondato il Labour representation committee, sotto la guida di Ramsay McDonald (1866-1937), che unì, all'interno del nuovo partito, associazioni e sindacati di orientamento socialista.
- Bernhard von Bülow succede al principe di Hohenlohe, Chlodwig, come nuovo Cancelliere del Reich tedesco (1900 – 1909).
- Viene fondata la American Schools of Oriental Research

### Gennaio
- 1º gennaio: la Nigeria assume lo status di protettorato britannico
- 2 gennaio: il primo bus elettrico entra in servizio a New York
- 9 Gennaio: A Roma viene fondata la Polisportiva Lazio.
- 13 gennaio: nell'Impero austro-ungarico un decreto imperiale stabilisce il tedesco come lingua ufficiale dell'esercito.
- 14 gennaio – Roma: al Teatro Costanzi prima della Tosca di Giacomo Puccini.
- 16 gennaio: il Regno Unito rinuncia alle Samoa a favore degli Stati Uniti (in base ad un contratto risalente al 1889 e solo oggi ratificato dagli USA).
- 24 gennaio: il governo britannico avvia, col governo boero, negoziati per scopo di porre fine al conflitto che dura dal 1899.
- 27 gennaio: i diplomatici esteri a Pechino chiedono al governo imperiale cinese di intervenire contro la insurrezione xenofoba in atto nel Paese.

### Febbraio
- 6 febbraio: il senato statunitense ratifica la decisione dell'Aia di istituire una Corte di arbitrato internazionale.
- 9 febbraio: istituita la Coppa Davis, un trofeo d'argento del peso di 18 kg che verrà assegnato in agosto.
- 26 febbraio: in Italia le opposizioni accusano il governo di Luigi Pelloux II di far ricorso alla mafia per le elezioni.
- 27 febbraio
  - Nel Regno d'Italia una vasta epidemia influenzale causa molte vittime.
  - Viene fondata la società calcistica Bayern Monaco con sede a Monaco di Baviera

### Marzo
- In Spagna viene proibito il lavoro minorile per più di 8 ore diurne, in Francia la medesima legge riguarda donne e fanciulli ma il limite d'orario consentito è di 11.
- 13 marzo – guerra anglo-boera: le truppe inglesi riportano una storica vittoria occupando Bloemfontein.
- 14 marzo – Roma: in Parlamento Gabriele D'Annunzio passa clamorosamente dai banchi della destra a quelli della sinistra al grido molto criticato: "Vado, vado verso la vita!".
- 15 marzo: in Cina i boxers distruggono la linea ferroviaria che congiungeva la capitale con Tientsin.
- 16 marzo: a Cnosso, Sir Arthur Evans rinviene un palazzo minoico.
- 24 marzo: a New York il sindaco Van Wiych dà il via ai lavori di scavo di una galleria metropolitana.

### Aprile
- Il botanico olandese Hugo de Vries individua le basi scientifiche delle leggi di Mendel sull'ereditarietà. Il lavoro del frate boemo viene pertanto rivalutato dopo 35 anni.
- 1º aprile: il principe ereditario Giorgio di Grecia riceve il titolo di "principe di Creta".
- 2 aprile: Luigi Brugnara viene eletto podestà di Trento
- 9 aprile – guerra anglo-boera: vittoria dei boeri nella battaglia di Kroonstadt
- 14 aprile: viene inaugurata a Parigi l'Esposizione Universale, l'ultima del XIX secolo.
- 25 aprile: una spedizione polare artica italiana giunge a toccare gli 86°34' di latitudine.
- 30 aprile: le isole Hawaii diventano ufficialmente territorio degli Stati Uniti d'America.

### Maggio
- Viene inaugurato a Milano, dopo alcuni anni di ristrutturazione dovuta all'architetto Beltrami, il Castello Sforzesco.
- 17 maggio: in Africa australe, le truppe britanniche interrompono l'assedio di Mafeking, uno dei più lunghi della guerra anglo-boera.
- 19 maggio: annessione delle isole Tonga da parte britannica
- 24 maggio: Papa Leone XIII iscrive nell'albo dei Santi Rita da Cascia
- 30 maggio: si arrende lo Stato boero dell'Orange, nel Sudafrica in guerra contro la potenza coloniale britannica.

### Giugno
- 3 giugno: elezioni politiche nel Regno d'Italia, con ballottaggio il 10: netta avanzata delle forze di sinistra.
- 5 giugno: le truppe dell'Impero Britannico conquistano la capitale dei boeri, Pretoria
- 18 giugno: a seguito della grande affermazione socialista, cade in Italia il governo di Luigi Pelloux, in carica dal 1898.
- 20 giugno: a Pechino i ribelli xenofobi trucidano per via il plenipotenziario dell'Impero tedesco, von Ketteler.
- 23 giugno: viene ufficialmente ultimata a Parigi la Chiesa del Sacro Cuore.
- 24 giugno: nel Regno d'Italia il nuovo capo del governo è un ottuagenario piemontese, l'onorevole Saracco.
- 26 giugno: il Governo degli Stati Uniti annuncia di voler inviare in Cina contro i "Boxers" un corpo di spedizione formato da veterani della Guerra Civile.

### Luglio
- A Parigi viene aperta al pubblico la prima tratta della linea metropolitana.
- 2 luglio: si alza in volo sui cieli d'Europa il primo dirigibile progettato dal tedesco Ferdinand von Zeppelin.
- 3 luglio: durissimo discorso interventista del Kaiser tedesco, Guglielmo II, il quale contro la ribellione xenofoba cinese chiama a raccolta le grandi Potenze. L'Italia deciderà di aderire il 7 luglio.
- 4 luglio: altra storica giornata nella guerra boera: gli Inglesi disperdono il nemico a Vlakfontein.
- 10 luglio – Parigi: nella II Olimpiade, Ray Ewry vince 3 ori olimpici nello stesso giorno nei salti da fermo (in alto, in lungo, triplo).
- 19 luglio: salpano dall'Italia le truppe dei bersaglieri dirette in Cina contro i ribelli; a salutarle, sul molo di Napoli, c'è anche re Umberto I.
- 29 luglio – Monza: l'anarchico toscano Gaetano Bresci uccide a colpi di pistola il re d'Italia Umberto I di Savoia. Al processo il regicida dichiarerà di aver voluto vendicare le vittime della repressione milanese del 1898.

### Agosto
- 2 agosto: alla stazione di Parigi, un anarchico tenta di assassinare lo Scià di Persia.
- 11 agosto: Vittorio Emanuele III giura davanti alle Camere quale terzo re d'Italia.
- 14 agosto: a Pechino, le truppe della spedizione internazionale liberano il quartiere delle Legazioni estere, assediato dai Boxers da 55 giorni.
- 29 agosto: dopo un processo brevissimo (meno di una giornata), la Corte d'Assise di Milano condanna il regicida Bresci all'ergastolo.

### Settembre
- La Gran Bretagna annette il Transvaal
- 23 settembre: si apre a Parigi, con l'incontro di 701 delegati di 21 Nazioni, il V Congresso dell'Internazionale socialista.

### Ottobre
- 5 ottobre: a Parigi, i congressisti socialisti condannano la Gran Bretagna per la sua politica nelle regioni boere.
- 20 ottobre: la Gran Bretagna e il Secondo Reich annunciano di aver trovato un accordo per evitare che la Cina, sconfitta dopo la fine dell'insorgenza xenofoba, venga spartita tra le Potenze.
- 21 ottobre: l'astronomo italiano Giovanni Schiaparelli va in pensione dopo 39 anni consecutivi di direzione dell'Osservatorio di Brera. Ha 65 anni.

### Novembre
- 7 novembre: negli Stati Uniti d'America viene rieletto Presidente, per un secondo mandato, il repubblicano William McKinley. Sconfitto il rivale democratico, William J. Bryan.
- 11 novembre: per il primo compleanno da re di Vittorio Emanuele III, in Italia viene concessa un'amnistia estesa ai reati di opinione.
- 12 novembre: viene aperta a Torino una Università popolare.
- 16 novembre: nello Stato del Colorado viene brutalmente linciato un giovane afroamericano reo di omicidio.
- 22 novembre: il leader boero in esilio, "Oom" Paul Kruger viene trionfalmente accolto al suo arrivo in Francia.

### Dicembre
- Grave inondazione del fiume Tevere, a Roma: è la più seria dal 1870.
- A Genova scoppiano agitazioni in seguito all'ordine prefettizio di sciogliere la locale Camera del Lavoro.
- 14 dicembre: Il fisico tedesco Max Planck enuncia la "teoria dei quanti", rovesciando tutte le ipotesi precedenti circa il modo in cui fluirebbe l'energia (non in modo continuo, pertanto, ma sotto forma di particelle dette, appunto, "quanti").
- 16 dicembre: Italia e Francia si accordano diplomaticamente per precisare le rispettive sfere d'influenza nel Nord Africa.
- 19 dicembre: a Monaco di Baviera, l'esule politico russo Vladimir Il'ič Ul'janov, detto Lenin, fonda la pubblicazione rivoluzionaria "Iskra", cioè "Scintilla".
- 24 dicembre: viene dichiarato terminato l'Anno Santo ordinario. È stato il solo che si è potuto celebrare nel XIX secolo.
- 28 dicembre: in Francia vengono amnistiati tutti i coinvolti nel cosiddetto "affare Dreyfus".

### Pubblicazioni
- Karl Pearson: On the criterion that a given system of deviations from the probable in the case of a correlated system of variables is such that it can be reasonably supposed to hove arisen from random sampling: in statistica è l'articolo di riferimento per il Chi quadro (χ²)
- Joseph Conrad pubblica Lord Jim (agosto)
- Nonostante le ripetute proteste e una disputa legale con il suo editore, Frank Nelson Doubleday, lo scrittore statunitense Theodore Dreiser pubblica il suo primo romanzo Sister Carrie, ritenuto eccessivamente scabroso.
- Lo scrittore statunitense Lyman Frank Baum pubblica il romanzo Il meraviglioso mago di Oz
- Mary Elizabeth Braddon pubblica il romanzo The Infidel
- Sigmund Freud pubblica L'interpretazione dei sogni.

## Nati
Ci sono circa 1 490 voci su persone nate nel 1900; vedi la pagina Nati nel 1900 per un elenco descrittivo o la categoria Nati nel 1900 per un indice alfabetico.

## Morti
Ci sono circa 430 voci su persone morte nel 1900; vedi la pagina Morti nel 1900 per un elenco descrittivo o la categoria Morti nel 1900 per un indice alfabetico.

## Calendario
| Calendario 1900 | Calendario 1900 | Calendario 1900 | Calendario 1900 | Calendario 1900 | Calendario 1900 | Calendario 1900 | Calendario 1900 | Calendario 1900 | Calendario 1900 | Calendario 1900 | Calendario 1900 | Calendario 1900 | Calendario 1900 | Calendario 1900 | Calendario 1900 | Calendario 1900 | Calendario 1900 | Calendario 1900 | Calendario 1900 | Calendario 1900 | Calendario 1900 | Calendario 1900 | Calendario 1900 | Calendario 1900 | Calendario 1900 | Calendario 1900 | Calendario 1900 | Calendario 1900 | Calendario 1900 | Calendario 1900 | Calendario 1900 | Calendario 1900 |
| --------------- | --------------- | --------------- | --------------- | --------------- | --------------- | --------------- | --------------- | --------------- | --------------- | --------------- | --------------- | --------------- | --------------- | --------------- | --------------- | --------------- | --------------- | --------------- | --------------- | --------------- | --------------- | --------------- | --------------- | --------------- | --------------- | --------------- | --------------- | --------------- | --------------- | --------------- | --------------- | --------------- |
|                 | 1               | 2               | 3               | 4               | 5               | 6               | 7               | 8               | 9               | 10              | 11              | 12              | 13              | 14              | 15              | 16              | 17              | 18              | 19              | 20              | 21              | 22              | 23              | 24              | 25              | 26              | 27              | 28              | 29              | 30              | 31              |                 |
| Gennaio         | Lu              | Ma              | Me              | Gi              | Ve              | Sa              | Do              | Lu              | Ma              | Me              | Gi              | Ve              | Sa              | Do              | Lu              | Ma              | Me              | Gi              | Ve              | Sa              | Do              | Lu              | Ma              | Me              | Gi              | Ve              | Sa              | Do              | Lu              | Ma              | Me              |                 |
| Febbraio        | Gi              | Ve              | Sa              | Do              | Lu              | Ma              | Me              | Gi              | Ve              | Sa              | Do              | Lu              | Ma              | Me              | Gi              | Ve              | Sa              | Do              | Lu              | Ma              | Me              | Gi              | Ve              | Sa              | Do              | Lu              | Ma              | Me              |                 |                 |                 |                 |
| Marzo           | Gi              | Ve              | Sa              | Do              | Lu              | Ma              | Me              | Gi              | Ve              | Sa              | Do              | Lu              | Ma              | Me              | Gi              | Ve              | Sa              | Do              | Lu              | Ma              | Me              | Gi              | Ve              | Sa              | Do              | Lu              | Ma              | Me              | Gi              | Ve              | Sa              |                 |
| Aprile          | Do              | Lu              | Ma              | Me              | Gi              | Ve              | Sa              | Do              | Lu              | Ma              | Me              | Gi              | Ve              | Sa              | Do              | Lu              | Ma              | Me              | Gi              | Ve              | Sa              | Do              | Lu              | Ma              | Me              | Gi              | Ve              | Sa              | Do              | Lu              |                 |                 |
| Maggio          | Ma              | Me              | Gi              | Ve              | Sa              | Do              | Lu              | Ma              | Me              | Gi              | Ve              | Sa              | Do              | Lu              | Ma              | Me              | Gi              | Ve              | Sa              | Do              | Lu              | Ma              | Me              | Gi              | Ve              | Sa              | Do              | Lu              | Ma              | Me              | Gi              |                 |
| Giugno          | Ve              | Sa              | Do              | Lu              | Ma              | Me              | Gi              | Ve              | Sa              | Do              | Lu              | Ma              | Me              | Gi              | Ve              | Sa              | Do              | Lu              | Ma              | Me              | Gi              | Ve              | Sa              | Do              | Lu              | Ma              | Me              | Gi              | Ve              | Sa              |                 |                 |
| Luglio          | Do              | Lu              | Ma              | Me              | Gi              | Ve              | Sa              | Do              | Lu              | Ma              | Me              | Gi              | Ve              | Sa              | Do              | Lu              | Ma              | Me              | Gi              | Ve              | Sa              | Do              | Lu              | Ma              | Me              | Gi              | Ve              | Sa              | Do              | Lu              | Ma              |                 |
| Agosto          | Me              | Gi              | Ve              | Sa              | Do              | Lu              | Ma              | Me              | Gi              | Ve              | Sa              | Do              | Lu              | Ma              | Me              | Gi              | Ve              | Sa              | Do              | Lu              | Ma              | Me              | Gi              | Ve              | Sa              | Do              | Lu              | Ma              | Me              | Gi              | Ve              |                 |
| Settembre       | Sa              | Do              | Lu              | Ma              | Me              | Gi              | Ve              | Sa              | Do              | Lu              | Ma              | Me              | Gi              | Ve              | Sa              | Do              | Lu              | Ma              | Me              | Gi              | Ve              | Sa              | Do              | Lu              | Ma              | Me              | Gi              | Ve              | Sa              | Do              |                 |                 |
| Ottobre         | Lu              | Ma              | Me              | Gi              | Ve              | Sa              | Do              | Lu              | Ma              | Me              | Gi              | Ve              | Sa              | Do              | Lu              | Ma              | Me              | Gi              | Ve              | Sa              | Do              | Lu              | Ma              | Me              | Gi              | Ve              | Sa              | Do              | Lu              | Ma              | Me              |                 |
| Novembre        | Gi              | Ve              | Sa              | Do              | Lu              | Ma              | Me              | Gi              | Ve              | Sa              | Do              | Lu              | Ma              | Me              | Gi              | Ve              | Sa              | Do              | Lu              | Ma              | Me              | Gi              | Ve              | Sa              | Do              | Lu              | Ma              | Me              | Gi              | Ve              |                 |                 |
| Dicembre        | Sa              | Do              | Lu              | Ma              | Me              | Gi              | Ve              | Sa              | Do              | Lu              | Ma              | Me              | Gi              | Ve              | Sa              | Do              | Lu              | Ma              | Me              | Gi              | Ve              | Sa              | Do              | Lu              | Ma              | Me              | Gi              | Ve              | Sa              | Do              | Lu              |                 |